# Дубоссарский район (Молдова)
Дубосса́рский райо́н (также Дубэсарский район, рум. Raionul Dubăsari) — административно-территориальная единица Республики Молдова, одноимённая Дубоссарскому району непризнанной Приднестровской Молдавской Республики.
Является западной частью бывшего Дубоссарского района Молдавской ССР, оставшейся под контролем Молдовы после эвакуации Дубоссарского райсовета МССР из г. Дубоссары (вошёл в состав непризнанного государства Приднестровская Молдавская Республика вместе с северными, восточными и южными сёлами бывшего Дубоссарского района МССР, переподчинившихся на сходе жителей сёл — Дубоссарскому горсовету ПМР) в село Кошница.
Дубоссарский район Республики Молдова состоит из двух частей, разделённых Криулянским районом. Часть Дубоссарского района Молдовы находится на левом, а часть на правом берегу реки Днестр. Районный центр — село Кочиеры (ранее — село Кошница).

## География
Предположительно войдёт в состав нового еврорегиона «Днестр».

## История
.
Дубоссарский район разделился в начале 1990-х годов, в результате вооружённого Приднестровского конфликта и проведения референдума, на котором все сёла правобережной части района, а также несколько сёл левобережья пожелали остаться в составе Молдовы.
При этом в состав ПМР не вошли:
1. На правобережье Днестра — плато Устье (населённые пункты Устье, Голерканы, Оксентия, Моловата, Маркауцы, а также находящиеся в с. Устье примарии в изгнании из микрорайона Магала г. Дубоссары, ПМР);
2. На левобережье Днестра (эту территорию считает своей и Дубоссарский район ПМР, но реальной властью не обладает):
2.1. Плато Кочиеры: сёла Кочиеры и Новая Моловата (с примарией в изгнании из с. Васильевка, ПМР), а также изолированные от с. Кочиеры территории, окружённые заселёнными территориями, подчиняющимися ПМР:
— комплекс Дома престарелых в микрорайоне Коржево г. Дубоссары, ПМР, без права вывешивания флага и иной гос.символики Молдовы и официальной вывески;

— примария Молдовы в с. Роги, занимающая часть классов Роговской школы ПМР, без права вывешивания флага и иной гос.символики Молдовы и официальной вывески;

— примария Молдовы в микрорайоне Коржево, ПМР, занимающая одно из помещений детского садика в микрорайоне Коржево ПМР, без права вывешивания флага и иной гос.символики Молдовы и официальной вывески.
2.2. Плато Кошница: сёла Кошница, Пырыта, Погребя и большая часть села Дороцкое (кроме птицефабрики «Пиазис» и окрестных с ней домов, подчиняющихся ПМР)
В 1999 году Молдова провела административную реформу, в соответствии с которой районное деление заменялось уездным. В частности, молдавский Дубоссарский район входил в состав Кишинёвского уезда, а все левобережные районы объединялись в Дубоссарский уезд.
В 2002 году, после проведения новой административной реформы, молдавский Дубоссарский район был восстановлен, а бывший Дубоссарский уезд преобразован в автономное территориальное образование (АТО) Приднестровье.
Площадь землепользования Приднестровской Молдавской Республики на территории Дубоссарского района ПМР (в том числе поля, на которые претендует Дубэсарский район Молдовы, но реально обрабатывающиеся сельхозпредприятиями ПМР, на которые власти ПМР согласны пустить лиц, получивших право собственности от правительства Молдовы лишь при условии заключения договора аренды в структурах ПМР с выплатой им стоимости арендной платы) — 28953 га.

## Инфраструктура
Промышленность представлена 17 предприятиями, среди которых: SA «Fabica de conserve din s. Coşniţa», SA «Minerul», SRL «Elecom Plus», SRL «Tiraston», SRL «Victoria Prod», SRL «Aliment Ulei», SRL «Cereale Pîrîta», SRL «Daro-D», SRL «MaxLine MCS», SRL «MoldnisGrup», ÎI «Moara Domnească», ÎI «Ivanov S».
В сельском хозяйстве занято 25 хозяйствующих субъектов, в том числе 6 сельскохозяйственных производственных кооперативов и 1167 крестьянских хозяйств. 29,7% населения, занятого в экономике района, работает в этом секторе, 17 крупных хозяйствующих субъектов арендовали земли за пределами трассы Тирасполь-Дубоссары-Рыбница. Общая площадь сельскохозяйственных угодий составляет 16607 га, из которых 8436,97 га (6291,92 га пашни) находятся за пределами трассы Тирасполь-Дубоссары-Рыбница. Уровень консолидации сельскохозяйственных земель составляет 80 %. Около 35 % пахотных земель района обрабатываются в крайне тяжелых условиях. Невозможность переработки и сбора урожая с земель за пределами указанного маршрута приводит к прямым убыткам и имеет негативные последствия для сельского хозяйства и экономики района.

### Дороги
В районе имеется сеть из 528 км дорог, из которых 14 км - национального значения и 80 км - районного значения. 160,3 км дорожной сети заасфальтированы. В 2007-2009 гг. в районе были модернизированы дороги национального значения, стоимость выполненных работ составила 1747 тыс. леев.

### Газификация
94,5% населенных пунктов Дубоссарского района газифицированы, за исключением села Васильевка. В 1990-х годах началась газификация по маршруту Суслень-Березложи-Оксентия, которая была завершена в 2004 г. В настоящее время в Дубоссарском районе действует сеть газопроводов высокого давления протяженностью 39,65 км, среднего давления - 68,3 км и низкого давления - около 203 км.

## Образование
В районе 12 дошкольных и 15 довузовских образовательных учреждений, из которых 11 находятся в местном подчинении (8 гимназий, 7 лицеев), а 4 учреждения подчиняются Министерству образования, из них: гимназии в селах Роги и Коржево; лицей в Дубоссарах, где учатся школьники из 13 населенных пунктов; лицей в селе Дороцкая, где 6 дошкольных и довузовских образовательных учреждений, расположенных на левом берегу Днестра.

## Население
|        | 2003 год | 2004 год | 2005 год | 2006 год |
| ------ | -------- | -------- | -------- | -------- |
| сёла   | 35 850   | 35 800   | 34 000   | 34 200   |
| Всего: | 35 850   | 35 800   | 34 000   | 34 200   |

## Культура
В Дубоссарском районе в домах культуры работают 40 самодеятельных творческих коллективов, объединяющих 559 участников. Большинство этих коллективов - смешанные, что вносит значительный вклад в разнообразие и жизнеспособность местной культурной жизни.

### Библиотеки
В Дубоссарском районе 16 публичных библиотек, в том числе 5 публичных библиотек для детей, с фондом 113210 экземпляров, из них - 83347 экземпляров на государственном языке, обслуживающие в текущем году 7552 активных пользователей, из них 4809 - дети, посещаемость составляет 55651 - общее количество посещений.

### Музеи истории и естественной этнографии
Департаменту культуры и туризма подчинены 2 музея естественной истории и этнографии, расположенные в Дороцкое и Новая Моловата, с 8 залами площадью 235 м2. Количество музейных экспонатов составило около 10 000 единиц.
В населенных пунктах района работают 12 народных мастеров, которые занимаются гончарным делом, художественной обработкой дерева, вышивкой и художественным ткачеством, плетением из растительных волокон.
Общее количество объектов культурного наследия районного значения составляет 88 памятников, 51 из них включен в реестр памятников Республики Молдова, охраняемых государством. Среди 88 общественных памятников, расположенных на территории района: 35 памятников истории и архитектуры; 19 археологических памятников; 34 военных мемориала.

### Туризм
Туристический потенциал района богат и разнообразен: привлекательная природная среда, ряд природных, археологических, религиозных и культурных достопримечательностей, большинство из которых включены в «Реестр памятников регионального значения» с количеством 88 памятников, 51 из которых включен в «Национальный реестр».
В Дубоссарском районе есть охраняемые территории, представляющие ценность с точки зрения наследия и ландшафта:
- Свято-Алексеевская церковь в селе Погребя, исторический памятник, построенный в сер. XIX;
- ДОТ «Амбразура», исторический памятник в селе Кошница;
- Суворовский дуб в селе Пырыта, возраст которого превышает 400 лет; XV-XVI век;
- Памятники героям Великой Отечественной войны 1941-1945 годов;
- Старое кладбище с надгробиями в селе Моловата, датируемое XVIII-XIX веком;
- Церковь Покрова Божьей Матери в Маркауцах, датируемая 1816 годом;

На территории Дубоссарского района расположено 6 центров отдыха: Центр отдыха для детей и молодежи «Prietenia», санаторий «Стругураш», Холерканский пансионат и «Vila Dorului» в Моловата-Ноуа, агротуристический пансионат «Fata Morgana» и база отдыха «La Popas».

## Археология
В пойменных отложениях палео-Днестра близ Дубоссар найдены самые северные стоянки олдовайской культуры — Байраки и Крецешты (1,0—1,2 млн лет)